# إيهإجيرو موري
إيهإجيرو موري (باليابانية: 森 英次郎) (8 أبريل 1986 في كاناغاوا في اليابان – )؛ هو لاعب كرة قدم ياباني سابق كان يلعب كمدافع.

## وصلات خارجية
- إيهإجيرو موري على موقع رابطة كرة القدم اليابانية للمحترفين (اليابانية)
- إيهإجيرو موري على موقع قاعدة بيانات كرة القدم.إي يو (الإنجليزية)
- إيهإجيرو موري على موقع Soccerway.com (الإنجليزية)